# Nils-Holgersson-Plakette
Die Nils-Holgersson-Plakette ist ein schwedischer Literaturpreis, mit dem seit 1950 jährlich schwedische Kinder- und Jugendbuchautoren von der Schwedischen Bibliotheksvereinigung ausgezeichnet werden. Der Preis ist nach der Titelfigur des bekanntesten Romans von Selma Lagerlöf, Die wunderbare Reise des kleinen Nils Holgersson mit den Wildgänsen, benannt und mit einem Betrag von derzeit (2021) 25.000  Kronen dotiert.

## Preisträger
- 1950 – Astrid Lindgren
- 1951 – Lennart Hellsing
- 1952 – Sten Bergman
- 1953 – Tove Jansson
- 1955 – Harry Kullman
- 1956 – Olle Mattson
- 1957 – Edith Unnerstad
- 1958 – Hans Peterson
- 1959 – Anna Lisa Wärnlöf
- 1960 – Kai Söderhjelm
- 1961 – Åke Holmberg
- 1962 – Britt G Hallqvist
- 1963 – Maria Gripe
- 1964 – Karin Anckarsvärd
- 1965 – Gunnel Linde
- 1967 – Inger Högelin-Brattström
- 1968 – Max Lundgren
- 1969 – Bo Carpelan
- 1970 – Stig Ericson
- 1971 – Hans-Eric Hellberg
- 1972 – Irmelin Sandman Lilius
- 1973 – Inger Sandberg
- 1974 – Sven Wernström
- 1975 – Gunnel Beckman
- 1976 – Maud Reuterswärd
- 1977 – Barbro Lindgren
- 1978 – Siv Widerberg
- 1979 – Bengt Martin
- 1980 – Rose Lagercrantz
- 1981 – Helmer Linderholm
- 1982 – Kerstin Johansson i Backe
- 1983 – Hans Erik Engqvist
- 1984 – Ulf Nilsson
- 1985 – Mats Larsson
- 1986 – Peter Pohl
- 1987 – Monica Zak
- 1988 – Ulf Stark
- 1989 – Mats Wahl
- 1990 – Annika Holm
- 1991 – Henning Mankell
- 1992 – Viveca Sundvall
- 1993 – Sonja Hulth
- 1994 – Thomas Tidholm
- 1995 – Inger Edelfelt
- 1996 – Helena Dahlbäck
- 1997 – Per Nilsson
- 1998 – Moni Nilsson-Brännström
- 1999 – Annika Thor
- 2000 – Stefan Casta
- 2001 – Janne Lundström
- 2002 – Wilhelm Agrell
- 2003 – Åsa Lind
- 2004 – Douglas Foley
- 2005 – Petter Lidbeck
- 2006 – Kajsa Isakson
- 2007 – Cannie Möller
- 2008 – Mikael Engström
- 2009 – Maud Mangold
- 2010 – Cilla Naumann
- 2011 – Martin Melin
- 2012 – Anna Ehring
- 2013 – Lisa Bjärbo
- 2014 – Anna Höglund
- 2015 – Camilla Lagerqvist
- 2016 – Frida Nilsson
- 2017 – Elisabeth Östnäs
- 2018 – Lisa Lundmark
- 2019 – Helena Hedlund
- 2020 – Johan Ehn
- 2021 – Jakob Wegelius
- 2022 – Annelie Drewsen
- 2023 – Melody Farshin
- 2024 – Elin Lindell